# Козји Врх над Дравоградом
Козји Врх над Дравоградом (словен. Kozji Vrh nad Dravogradom) је насељено место у општини Дравоград, Корушка регија, Словенија.

## Историја
До територијалне реорганизације у Словенији био је у саставу старе општине Дравоград.

## Становништво
У попису становништва из 2011. године, Козји Врх над Дравоградом је имао 98 становника.
| Број становника према пописима | Број становника према пописима | Број становника према пописима |
| ------------------------------ | ------------------------------ | ------------------------------ |
| 1991                           | 2002                           | 2011                           |
| 106                            | 107                            | 98                             |

Напомена: До 1955. исказивано под именом Козји Врх.